# 95e division d'infanterie (États-Unis)
Pour les articles homonymes, voir 95e division d'infanterie.
La 95e division d'infanterie (95th Infantry Division) est une division de l'US Army. Aujourd'hui, elle est officiellement connue sous la dénomination de 95th Training division (division d'entraînement), faisant partie de l'Armée de réserve des États-Unis, avec son quartier-général à Fort Sill dans l'Oklahoma.
Elle apparaît en 1918 mais trop tardivement pour être engagée lors de la Première Guerre mondiale. Elle est maintenue comme force de réserve jusqu'à la Seconde Guerre mondiale, où elle est envoyée en Europe. Elle combat notamment face à des contre-attaques allemandes et s'illustre dans la libération puis la défense de la ville de Metz, où elle gagne son surnom d'« Iron Men of Metz » (« les hommes de fer de Metz »). Après la guerre, la division est de nouveau mise en réserve quelque temps avant d'être activée à nouveau comme division d'entraînement.
Lors des cinquante dernières années, la division connaît de profonds changements dans sa structure et dans ses missions, plusieurs unités passant sous son autorité. Elle active un grand nombre de brigades et de régiments qui remplissent des missions de formation variées. Depuis, elle participe à l'entraînement initial des recrues de l'US Army. 

## Seconde Guerre mondiale
Entre le 9 novembre 1944 et le 14 novembre 1944, une opération de franchissement de la Moselle est effectuée dans le secteur de Thionville par les Alliés. La division engagée est la 95e division d'infanterie (DI) américaine appartenant au XXe corps de la 3e armée US du général Patton. Un premier franchissement a lieu à Uckange très tôt le 9 novembre. Il s'agit en fait d'une diversion (opération Casanova) 540 hommes engagés qui tiendront plusieurs jours (pertes 352 tués ou blessés) visant à masquer l'attaque principale menée par la 90e DI dans le secteur de Cattenom et Kœnigsmacker. Toutefois, en raison d'une crue importante de la Moselle modifiant singulièrement les conditions de la bataille et afin de pouvoir accélérer l'engagement de la 10e division blindée sur la rive droite de la Moselle, il est décidé de créer une tête de pont à Thionville et, dans la foulée, de s'emparer des forts du couronnés de Yutz et du fort d'Illange. Cette mission est dévolue au 2e bataillon du 378e régiment d'infanterie de la 95e DI, commandé par le lieutenant-colonel Autrey J. Maroun,. L'opération débute le 11 novembre.
Après la traversée de la Moselle et la prise du couronné de Yutz, le bataillon se dirige, dans la matinée du 14 novembre, depuis Haute-Yutz vers le sud-est en direction de Stuckange puis oblique rapidement vers le sud-ouest pour rejoindre la route principale entre Thionville et Metz. La compagnie Fox (F) du  Capitaine Robert E. ADAIR s'empare de la colline du lieu-dit Selvert sous le feu de l'artillerie et des mortiers du fort d'Illange. En contrebas du fort, les hommes du 2e bataillon capturent un soldat allemand. Selon une autre version, le soldat s'est spontanément présenté en arborant un drapeau blanc. Quoi qu'il en soit, le soldat parle et informe A. J. Maroun, de la présence dans le fort de la 3e compagnie du 74e VolkGrenadier-Regiment de la 19e VolksGrenadier-Division. Aussitôt, A. J. Maroun dépêche le sous-lieutenant James Billings, S2 du bataillon (officier de renseignement). Cet officier parle l'allemand et reçoit la mission de négocier une reddition des défenseurs. Malgré une certaine cordialité entre le plénipotentiaire et le commandant de la garnison, les pourparlers n'aboutissent pas. Le capitaine allemand refuse d’être fait prisonnier sans combattre. Il sollicite toutefois la possibilité d'évacuer sa compagnie pour rejoindre son régiment. L'officier américain refuse cette option. Il va falloir se battre pour le fort.
En début d'après- midi, un puissant tir de rupture est déclenché contre l'ouvrage pendant 45 minutes. Le 2e bataillon se met en ordre de combat en positionnant ses trois compagnies d'infanterie face au fort. La compagnie Easy (E) mène l'assaut en pointe, serrée de près par les compagnies F et Golf (G). Selon une autre source, la compagnie E, bloquée par les défenses extérieures, flanque la gauche de la compagnie F qui mène l'assaut avec la compagnie G en soutien. À la suite d'une nouvelle concentration de tirs d'artillerie de 30 minutes dirigés en plein contre le fort combinant l'emploi d'obusiers de 155 et 240 mm et des chars M10 Tank Destroyer. A 13H45, les hommes des deux premières sections se précipitent dans la pente, débouchant depuis les bois depuis Haute-Yutz. Parvenus au sommet de la colline, les maroun's marauders s'abritent dans le rideau d'arbres qui ceinture le périmètre de l'ouvrage.
La phase finale de l'assaut est menée d'un côté par la première section, au travers des multiples réseaux de barbelés et des pièges et de l'autre côté, par la deuxième section qui emprunte un fossé de drainage à l'ouest du fort pour y entrer par l'arrière. La troisième section progresse en tirailleurs. La garnison a repris ses positions malgré la préparation d'artillerie et se bat avec acharnement. Une section de mortiers allemande, déployée à l'arrière à l'est de l'ouvrage est délogée par la première section de la compagnie F poursuivant l'encerclement de la structure. La compagnie G vient s'appuyer sur la base de la colline, il est 16h30. A la tombée de la nuit, un tiers de l'ouvrage est capturé.
À partir de 02h00 du matin commence la destruction systématique des structures de l'ouvrage par l'emploi des charges SATCHEL (charges de 5 kg de TNT en sac à bandoulière) qui sont déversées dans les gaines d'aérations des casernes. Ces charges d'explosif provoquent d'énormes dégâts internes et la suffocation des défenseurs. Pour les casemates, la porte blindée est forcée par l'emploi d'une charge creuse tandis que les embrasures de mitrailleuses sont attaquées à la grenade à main. Une seconde charge de type cordeau détonant est ensuite lancée à l'intérieur par l'ouverture ainsi créée. Cette technique d'assaut efficace a été mis en œuvre trois jours plus tôt pour neutraliser la « Feste » de Koenigsmacker et avait été mise au point à la suite de la bataille meurtrière au fort Driant au sud de Metz.  Au petit matin, la moitié de l'ouvrage est prise et les derniers défenseurs sont presque tous repliés à l'intérieur des casernes, à l'exception de tireurs isolés et de mitrailleuses postés sur le reste des blocs de l'ouvrage. Ils seront bientôt réduit au silence par une concentration d'obus de mortiers de 81mm tirés depuis la lisière du bois d'Haute-Yutz.
À 10 h 40, le 15 novembre, les derniers survivants se rendent et le fort d'Illange est définitivement mis hors combat.  Les pertes allemandes s'élèvent à 74 hommes, blessés ou tués et 67 prisonniers. C'est maintenant au tour du village d'être repris.
Au cours de ces combats, le lieutenant-colonel Maroun fut blessé deux fois et le sergent Robert G Brussard, de la compagnie F, neutralisa quatre défenseurs et fit douze prisonniers. Ils recevront tous les deux la Distinguished Service Cross,, le bataillon recevant quant à lui la Distinguished Unit Citation. 200 hommes du bataillon auront été mis hors combat durant ces journées.
La 95e DI aura quelques jours plus tard l'honneur d'être la première à entrer dans Metz et ses hommes auront mérité leur nouveau surnom « The Ironmen of Metz ».

## Ordre de bataille
- 95e division de formation (formation initiale)[8][9]
  - Quartier général & Compagnie de Quartier général, à Fort Sill, Oklahoma
  - 1re brigade (formation initiale)
    - Quartier général & Compagnie de Quartier général, à Fort Sill, Oklahoma
    - 1er bataillon, 354e régiment, en Tulsa, Oklahoma (Entraînement de combat de base)
    - 2e bataillon, 354e régiment, en Grand Prairie, Texas (Entraînement de combat de base)
    - 1er bataillon, 355e régiment, en Round Rock, Texas (Entraînement de combat de base)
    - 2e bataillon, 377e régiment, en Lincoln, Nebraska (Entraînement de combat de base)
    - 3e bataillon, 378e régiment, en Norman, Oklahoma (Entraînement de combat de base)
    - 2e bataillon, 379e régiment, à Fort Sill, Oklahoma (Soutien à la formation)

  - 2e brigade (entraînement au combat de base)
    - Quartier général & Compagnie de Quartier général, en Vancouver, Wisconsin
    - 2e bataillon, 413e régiment, en Riverside, California (Entraînement de combat de base)
    - 1er bataillon, 415e régiment, en Phoenix, Arizona (Entraînement de combat de base)
    - 3e bataillon, 415e régiment, à Fairchild Air Force Base, Washington (Entraînement de combat de base)

  - 3e brigade (formation initiale)
    - Quartier général & Compagnie de Quartier général, en Beaver Dam, Wisconsin
    - 2e bataillon, 330e régiment, en Arlington Heights, Illinois (Formation d'ingénieur à une station)
    - 1er bataillon, 390e régiment, en Amherst, New York (Formation d'ingénieur à une station)
    - 1er bataillon, 320e régiment, en Abingdon, Virginia (Formation de l'unité d'une station de la police militaire)
    - 1er bataillon, 330e régiment, en Fort Wayne, Indiana (Entraînement de combat de base)
    - 3e bataillon, 334e régiment, en Milwaukee, Wisconsin (Entraînement de combat de base)
    - 1er bataillon, 334e régiment, en Milwaukee, Wisconsin (Soutien à la formation)